# Arne Lundén
Arne Lundén (5. marts 1919–1996), var en dansk jazzmusiker.
Arne Lundén spillede bas, piano og harmonika og optrådte flittigt i krigsårene i trio og kvartet-konstellationer i de mange små jazz-spillesteder omkring Nyhavn. Medvirker desuden på Povl Dissings udgave af "Bare bare bare tag det roligt" på pladen "Atomkraft- Nej tak!".
Far til musikeren Tom Lundén.